# Église Saint-Mary de Saint-Mary-le-Cros
L'église Saint-Mary est une église catholique française située à Saint-Mary-le-Cros, dans la commune de Ferrières-Saint-Mary et le département du Cantal.

## Localisation
L'église est située dans le village de Saint-Mary-le-Cros et surplombe la vallée de l'Alagnon.

## Description
Le chœur de l'église, couverte en lauze, est de style roman. Il a une forme en cul-de-four et deux grosses colonnes au extrémités sont suivies à intervalles réguliers de quatre colonnes plus petites. Les futs sont surmontés de chapiteaux corinthiens. Trois ouvertures dotées de vitraux du XIXe siècle éclairent le chœur. La nef et le clocher à peigne ont été rajoutés au XVe siècle de même que le porche. De part et d'autre de la nef, deux archivoltes esquissent deux chapelles latérales qui auraient pu former un transept.
En 1897, le père Gessalin, curé de Saint-Mary, a fait agrandir l'église en démolissant le mur du clocher et le porche d'entrée ouest. Les pierres de démolition ont servi à la reconstruction. Le portail, finement travaillé, comporte une rosace.

## Historique
À la mort de saint Mary, on construisit sur les flancs du mont Journal une chapelle qui servit de mausolée. Le jésuite Bollandiste Jacques Branche précise que c'est à cause de la grotte du saint que le lieu a été nommé « Saint-Mary-le-Croz », croz signifiant « creux » en auvergnat. D'après Jean Rieuf, c'est un des plus anciens sanctuaires d'Auvergne. Une petite église a été construite ensuite à la place. A l'époque mérovingienne on plaça à l'intérieur une imposante chasse creusée dans le tronc d'un chêne. Celle-ci était armée de cerceaux de fer et suspendue par quatre chaînes à la voûte au dessus de l'autel. Elle est aujourd’hui placée à l'intérieur du cercueil de saint Mary. Une statue du saint et le bras reliquaire de saint Mary en cuivre argenté du XVe siècle sont classés monument historique.
L'église et son cimetière (incluant une croix de mission) sont inscrits au titre des monuments historiques le 7 décembre 1992.